# Amiotrofia monomélica
La enfermedad de Hirayama, también conocida con el nombre de atrofia muscular juvenil distal de una extremidad superior o atrofia monomélica, es una rara enfermedad no hereditaria que afecta principalmente a personas jóvenes y varones. Provoca debilidad y atrofia progresiva de los músculos de uno de los miembros superiores que se agrava paulatinamente y puede acaba por provocar parálisis en la musculatura de dicha extremidad. Aunque las causas no están totalmente aclaradas, parece ser debida a una compresión de la médula espinal cervical durante la flexión del cuello. Los síntomas generalmente progresan lentamente tras su inicio durante 2 años y se estabilizan, alcanzando una fase de meseta y permaneciendo sin modificaciones muchos años. El trastorno se clasifica dentro de las enfermedades de la motoneurona por estar afectadas primordialmente las motoneuronas del asta anterior de la médula espinal.

## Historia
La primera descripción fue realizada en 1959 por el neurólogo japonés K. Hirayama de la universidad de Chiba, presentando un grupo de 12 pacientes afectados.

## Evolución
Aunque se trata de un trastorno progresivo, lo más habitual es que la evolución de la enfermedad cese antes de que el paciente cumpla los 25 años. En el 70% de los casos no se agrava después de los 3 primeros años de evolución y en el 91% después de los 6 años desde el inicio de los síntomas.

## Tratamiento
Se han propuesto diversos tratamientos para atajar el mal, pero no existe un protocolo establecido de tratamiento eficaz. Las medidas de fisioterapia y rehabilitación son recomendables.